# Stanisławowo (Mława)
Stanisławowo – peryferyjna część miasta Mława w województwie mazowieckim. Leży na północy miasta.
W latach 1975–1998 miejscowość administracyjnie należała do województwa ciechanowskiego.